# ラグビーリーグオーストラリア代表
ラグビーリーグオーストラリア代表（ラグビーリーグオーストラリアだいひょう、英: Australian national rugby league team）、通称カンガルーズ（The Kangaroos）は、1908年にオーストラリアで「北部ユニオンのゲーム」が定着して以降シニア男子のラグビーリーグフットボール競技会においてオーストラリアを代表してきた。カンガルーズはオーストラリアンラグビーリーグによって統括される。RLIF世界ランキングは1位。ラグビーリーグ・ワールドカップの歴史において最も成功を収めたチームであり、過去15大会全てに出場し、11回優勝している。決勝進出を果たせなかったのは1回のみ（1954年の第一回大会）である。オーストラリアがテストマッチで敗れたことがあるは5か国のみで、これまでの勝率は67%である。
オーストラリア代表が初めて組織されたのは1908年まで遡り、これはイングランド、ニュージーランド、ウェールズに次いで4番目に古い。オーストラリア代表チームはイギリス遠征のために初めて招集された。それ以降、カンガルーズの試合の大半はイギリスとニュージーランドとの対戦である。20世紀前半、オーストラリアの国際試合は交互に行われるイギリスおよびニュージーランドへの遠征と、遠征を行わない年はこれらのチームを迎えた。初めはイギリスの実力が支配的であり、オーストラリアは1911年11月11日までライオンズにテストマッチで勝利できなかった。オーストラリアはイギリス相手のテストシリーズでホームでは1920年、遠征先では1958年まで勝てなかった。
1908年からチームの愛称はカンガルーズである。当初はイギリス遠征時と後にはフランス遠征時のみに使われていたが、1994年7月7日に公式の愛称となった。1997年には、北半球最高位のクラブ競技会であるスーパーリーグでその年にプレーした選手から選ばれた「スーパーリーグオーストラリア」代表チームも結成された。過去にはオーストラリアの様々なリーグのクラブから代表選手が選出されていたが、近年はもっぱらナショナルラグビーリーグのクラブからの選手によって構成されている。

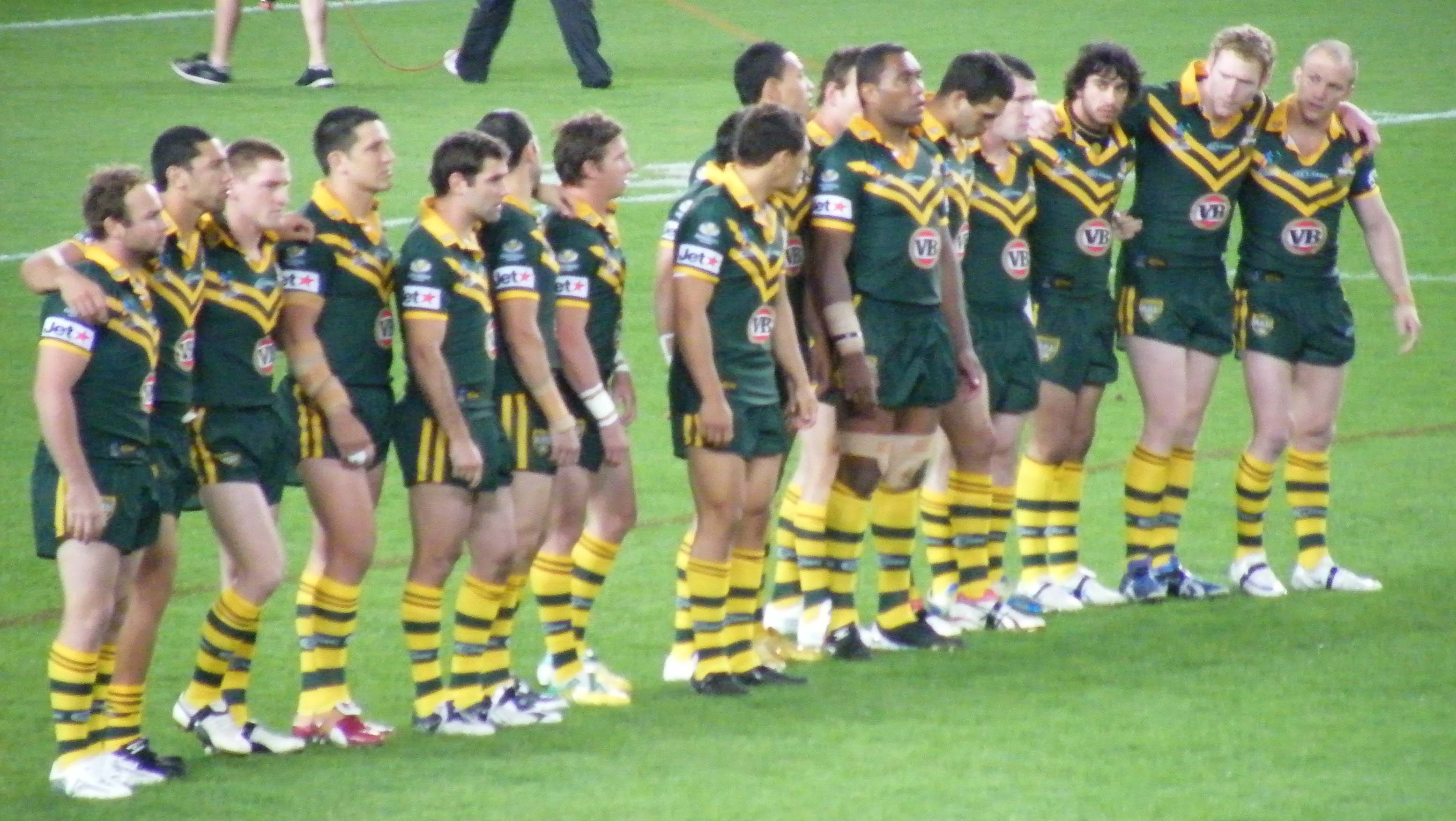
ラグビーリーグ・ワールドカップ2008でニュージーランド代表のハカに向かい合って整列するカンガルーズ

## 成績

### ワールドカップ
| 1954    | グループ   | 3位（4チーム中）  | 3          | 1          | 0          | 2          |            |            |            |            |            |
| 1957    | 優勝       | 1位（4チーム中）  | 3          | 3          | 0          | 0          |            |            |            |            |            |
| 1960    | グループ   | 2位（4チーム中）  | 3          | 2          | 0          | 1          |            |            |            |            |            |
| 1968    | 優勝       | 1位（4チーム中）  | 4          | 4          | 0          | 0          |            |            |            |            |            |
| 1970    | 優勝       | 1位（4チーム中）  | 4          | 2          | 0          | 2          |            |            |            |            |            |
| 1972    | グループ   | 2位（4チーム中）  | 4          | 2          | 0          | 2          |            |            |            |            |            |
| 1975    | 優勝       | 1位（5チーム中）  | 9          | 7          | 1          | 1          |            |            |            |            |            |
| 1977    | 優勝       | 1位（4チーム中）  | 4          | 4          | 0          | 4          |            |            |            |            |            |
| 1985-88 | 優勝       | 1位（5チーム中）  | 8          | 6          | 0          | 2          |            |            |            |            |            |
| 1989-92 | 優勝       | 1位（5チーム中）  | 9          | 9          | 0          | 0          |            |            |            |            |            |
| 1995    | 優勝       | 1位（10チーム中） | 5          | 4          | 0          | 1          |            |            |            |            |            |
| 2000    | 優勝       | 1位（16チーム中） | 6          | 6          | 0          | 0          |            |            |            |            |            |
| 2008    | 決勝       | 2位（10チーム中） | 5          | 4          | 0          | 1          |            |            |            |            |            |
| 2013    | 優勝       | 1位（14チーム中） | 6          | 6          | 0          | 0          |            |            |            |            |            |
| 2017    | 優勝       | 1位（14チーム中） | 6          | 6          | 0          | 0          |            |            |            |            |            |
| 2021    | 出場権獲得 | 出場権獲得        | 出場権獲得 | 出場権獲得 | 出場権獲得 | 出場権獲得 | 出場権獲得 | 出場権獲得 | 出場権獲得 | 出場権獲得 | 出場権獲得 |
| 2025    |            |                   |            |            |            |            |            |            |            |            |            |

### トライネイションズ/フォーネイションズ
| 1999 | 優勝   | 1位（3チーム中） | 3 | 2 | 0 | 1 |
| 2004 | 優勝   | 1位（3チーム中） | 5 | 3 | 1 | 1 |
| 2005 | 準優勝 | 2位（3チーム中） | 5 | 4 | 0 | 1 |
| 2006 | 優勝   | 1位（3チーム中） | 5 | 4 | 0 | 1 |
| 2009 | 優勝   | 1位（4チーム中） | 4 | 3 | 1 | 0 |
| 2010 | 決勝   | 2位（4チーム中） | 4 | 3 | 0 | 1 |
| 2011 | 決勝   | 2位（4チーム中） | 4 | 4 | 0 | 0 |
| 2014 | 決勝   | 2位（4チーム中） | 4 | 2 | 0 | 2 |
| 2016 | 決勝   | 2位（4チーム中） | 4 | 4 | 0 | 0 |